# Brightlingsea
Brightlingsea est une ville dans le comté d'Essex en Angleterre. Il est situé dans le district de Tendring. Située à 38.8 kilomètres de Chelmsford. Sa population est de 8076 habitants (2011). Dans Domesday Book de 1086, il a été énuméré comme Brictricseia/Brictesceseia.